# Polizeikultur
Der Begriff Polizeikultur erfasst die Wertmaßstäbe und Verhaltensmuster, die für Polizisten in der Ausübung ihres Berufes prägend sind.
Die Institution Polizei ist ein Teil der öffentlichen Verwaltung. Ihre Aufgaben und Ermächtigungen sind durch Gesetze festgelegt, zum Beispiel durch das Polizeigesetz und die Strafprozessordnung. Die Art und Weise, wie Polizisten die grundlegenden Regelungen im jeweiligen Einzelfall anwenden, kann jedoch nicht verwaltungstechnisch organisiert werden. Das konkrete Handeln wird vielmehr durch in der Institution ansozialisierte Muster beeinflusst. Andererseits darf der Einfluss des individuellen Polizisten auf sein Verhalten nicht unterschätzt werden. Es kann zwischen der beruflichen Polizeikultur (Cop Culture) und dem Verhalten in freizeitlichem Umfeld (Canteen Culture) unterschieden werden.
Informelle Wertesysteme sind nicht spezifisch für die Organisationen der Polizei. Es ist jedoch irreführend, diesbezüglich von einer zentralen „Kultur“ zu sprechen – vielmehr gibt es viele verschiedene und kulturell plurale Wertvorstellungen innerhalb der Institution, die erst in der Gesamtschau eine solche Polizeikultur prägen. So verstanden kann auch von mehreren polizeilichen Subkulturen ausgegangen werden.
Untersuchungen zu Polizistenkultur und Korpsgeist sind in den 90er Jahren in den USA durchgeführt worden. Gegenstand waren insbesondere polizeiliche Einsätze mit diskriminierendem, belästigendem oder unangemessen gewalttätigem Hintergrund, siehe auch Polizeigewalt.
Untersuchungen dieser Art zielen darauf ab, die Faktoren aufzuzeigen, die bestimmen, wie Polizisten meinen, ihre Aufgabe in der Praxis gut zu erfüllen. Es wurde gezeigt, dass im Spannungsfeld zwischen der Auseinandersetzung mit den gesellschaftlichen Realitäten (z. B.„Gesetz der Straße“), den Ansprüchen der Polizeimanager und den Erwartungen der eigenen Kollegen Verhaltensmuster entstehen, die von Männlichkeitsritualen (Überlegenheit, Respekt) und Gruppenprozessen (Verschwiegenheit, Anpassung) bestimmt sind.
Das oft über Generationen entstandene System von gemeinsamen Werten und Handlungsmustern wird unabhängig von den offiziellen Inhalten der Berufsausbildung in der Berufspraxis weitergegeben. Wer als Polizist oder Polizistin dauerhaft integriert sein will, passt sich den internen Regeln der Organisationskultur an (Konformität). Neuere Forschungen zeigen allerdings, dass der Prozess der Anpassung nicht stereotyp erfolgt und die Annahme einer festgefügten Polizeikultur zugunsten einer inhomogenen Vielfalt von Polizeimilieus differenziert werden muss.
Daneben artikuliert sich Polizeikultur als öffentlich kommuniziertes Rollenverständnis über die gesetzlichen Bestimmungen hinaus in Leitbildern, Selbstverständnissen und Grundsätzen. In der Bundesrepublik Deutschland legen der Bund, die Bundesländer und auch die einzelnen Polizeibehörden eigene Schwerpunkte nach innen und außen. Die Entstehungsprozesse und die Wirkung dieser normativen Polizeikultur auf das Verhalten der Polizisten und die Wahrnehmung der Polizei in der Öffentlichkeit sind Gegenstand aktuell laufender wissenschaftlicher Untersuchungen.

## Empirische Untersuchungen
In Deutschland wurden diverse empirische Studien zur Untersuchung der Polizeikultur sowie den politischen Einstellungen und Werten von Polizisten durchgeführt. Dabei ergaben Umfragen im Rahmen der vom Bundesinnenministerium in Auftrag gegebenen MEGAVO-Polizeistudie, dass rund 30 % der Polizisten schon rassistische Äußerungen von Kollegen im Dienst erlebt haben, 40 % erlebten sexistische Äußerungen. Es konnte außerdem eine Zunahme von diskriminierenden Positionen zwischen der ersten Befragung 2021/22 und der zweiten Befragung 2023/24 beobachtet werden. Gegen Fehlverhalten wurde dabei nur in wenigen Fällen etwas unternommen, was sich auch laut weiterer Studien auf den stark ausgeprägten Korpsgeist innerhalb der Polizei zurückführen lässt. Loyalität, Angst vor sozialer Ausgrenzung und das Fehlen unabhängiger Kontrollstellen tragen dabei zu einem Klima bei, in dem eher mit negativen Folgen für Anzeigende gerechnet werden muss, als mit einer Bestrafung der Angezeigten. In einer weiteren Befragung in Hamburg gaben 23,8 % der befragten Hamburger Polizisten an, sich politisch rechts einzuordnen, 45 % werteten Asylbewerber ab und 26 % zeigten abwertende Haltungen gegen Sinti und Roma sowie Langzeitarbeitslose. Der Polizeisoziologe Rafael Behr kritisiert die MEGAVO-Polizeistudie allerdings methodisch, da sie keine systematische Untersuchung der Strukturen vornehme, sondern nur individuelle Haltungen überprüfe. Ein weiteres Problem bestehe darin, dass sich bei freiwilligen Online-Befragungen nur bestimmte Personengruppen innerhalb der Polizei beteiligen und dabei größtenteils angeben, was sie für sozial erwünscht halten. So müsse davon ausgegangen werden, dass ein weit größerer Prozentsatz genauso denke, aber nicht erfasst wurde.
Auch Polizeigewalt wird laut einer Studie der Goethe-Universität in Frankfurt am Main nicht genug aufgearbeitet, weil Gewalt in der Polizeikultur oft als normal angesehen werde. Dass Polizeibeamte selten oder nie für gewaltsames Fehlverhalten zur Rechenschaft gezogen werden, könne dazu führen, dass weiterhin Gewalt angewendet wird.